# Digitized Sky Survey
Pour les articles homonymes, voir DSS.
 (mars 2020).
Si vous disposez d'ouvrages ou d'articles de référence ou si vous connaissez des sites web de qualité traitant du thème abordé ici, merci de compléter l'article en donnant les références utiles à sa vérifiabilité et en les liant à la section « Notes et références ».
En astronomie, le Digitized Sky Survey (abrégé DSS, et qui se traduit par « Relevé du ciel numérisé ») est une version électronique de plusieurs atlas photographiques du ciel. Le DSS ne doit pas être confondu avec le Sloan Digital Sky Survey.

## Sources
Le terme de Digitized Sky Survey se réfère initialement à la publication en 1994 de la version numérique d’un atlas photographique couvrant la totalité du ciel. Pour l’hémisphère nord, le Palomar Observatory Sky Survey (relevé du ciel fait par l’observatoire Palomar) a fourni presque l’ensemble des données. Pour le ciel de l’hémisphère sud, le Southern Sky Atlas et son extension équatoriale (connus ensemble sous le nom de SERC-J) ainsi que le Galactic Plane Survey (SERC-V), obtenus au UK Schmidt Telescope de l’Observatoire anglo-australien (AAO) ont été utilisés. La publication de la version numérique de ces collections photographiques (sous forme de CD-ROM) est aujourd’hui connue comme la première génération du DSS.
Après 1994, plus de sources sont numérisées, et sont publiées dans le DSS de la deuxième génération appelé « DSSII ». Cette dernière comprend notamment le Palomar Observatory Sky Survey II, fait avec le télescope de Schmidt Samuel-Oschin, toujours à l’observatoire Palomar pour l’hémisphère nord. Pour le ciel du sud, le DSSII inclut le Galactic Red Survey, l’Equatorial Red Survey et le Second Epoch Survey, tous faits avec le télescope de Schmidt anglais à l’observatoire anglo-australien.

## Production
Le DSS de première génération a été produit par le branche Catalogs and Survey Branch (CASB) du Space Telescope Science Institute, où les plaques photographiques ont été scannées en utilisant un des deux microdensitomètres PerkinElmer PDS 2020G. La taille des pixels était de 25 ou 15 micromètres, correspondant à 1,7 ou 1,0 seconde d'arc. Le résultat final avait la taille de 14 000 × 14 000 ou 23 040 × 23 040 pixels ou approximativement 0,4 et 1,1 gigaoctets chacun. Chaque plaque photographique a demandé environ 7 heures pour être scannée. À cause de la grande taille des images, elles ont été compressées en utilisant un H-transform. C’est un algorithme avec pertes d’information, mais adaptatif, qui préserve la plus grande partie de l’information de l’original. Des méthodes similaires ont été utilisées pour produire le DSSII, mais dans ce cas, les microdensitomètres ont été modifiés pour opérer sur deux canaux.

## Publication
La version compressée du DSSI a été publiée sur 102 CD-ROM en 1994. En 1996, une version plus compressée du DSS a été publiée par l’Astronomical Society of the Pacific, sous le titre RealSky. Des parties du DSS de seconde génération sont apparues régulièrement au cours des années suivantes. En 2004, le DSSII n’a finalement pas été terminé et n’a pas été publié sur disques, mais les parties terminées ont été distribuées à quelques institutions, et peuvent maintenant être obtenues directement depuis internet.

## Financements
Le DSS a été financé par les instituts suivants :
- Space Telescope Science Institute
- Association of Universities for Research in Astronomy
- Observatoire anglo-australien
- Observatoire astronomique de Pékin
- Centre de données astronomiques canadien
- Centre de données astronomiques de Strasbourg
- Observatoire européen austral
- Observatoire Gemini
- Hohenkarpfen Observatory
- Observatoire astronomique national du Japon
- Observatoire du Mont Palomar
- Observatoire royal d'Édimbourg